# Eugenio de Rueda y Góngora
Eugenio de Rueda y Góngora (Écija, Corona de Castilla, Monarquía Hispánica c. 1580s - Santiago de Guatemala c. mediados del siglo XVII) fue un capitán de infantería que ejerció el cargo de alcalde mayor de San Salvador desde 1631 a 1636.

## Biografía
Eugenio de Rueda y Góngora nació en la ciudad de Écija por finales del siglo XVI. Años más tarde, en su juventud, en el año de 1606 comenzaría a prestar servicio en la milicia castellana; siendo soldado de la flota que ese año realizó el viaje al Virreinato de Nueva España, y que era capitaneada por el general Lope Díez de Aux y Armendáriz (futuro primer márques de Cadreita, y virrey de la Nueva España).
Durante cuatro años serviría como militar en las naos de Honduras; posteriormente, en 1611 el capitán de infantería de las milicias de Écija Diego Bernardo de Cárcamo lo nombró como su alférez y comandante en su ausencia de la compañía que lideraba, con lo cual también estaría al servicio del duque de Medina Manuel de Guzmán y Silva.
El 10 de septiembre de 1614 el cabildo de la ciudad de Écija le asignó un contingente de 120 infantes para participar de la toma de La Mamorra, a la que llegaría el 25 de octubre. Posteriormente, el 12 de octubre de 1616 el cabildo de Écija lo nombraría capitán de infantería en sustitución de Diego Bernardo de Cárcamo.
Eugenio de Rueda contraería matrimonio con la ecijana Catalina Crespillo y Escobar; años después se casaría con María de Barros.  Asimismo, adoptaría una hija expósita, que encontró en las puertas de la iglesia de su localidad.
El 3 de noviembre de 1625 el cabildo de Écija -debido a ser informado por el rey Felipe IV y el duque de Medina del ataque inglés a la ciudad de Cádiz- lo envía junto con su compañía para ayudar en la defensa de dicha ciudad; el 11 de ese mismo mes, se juntaría con la compañía de Écija comandada por Felipe Castillo e Hinestrosa en la ciudad de Jérez, donde se acuertelarían hasta el 3 de diciembre de ese año, cuando el duque de Medina les ordenaría regresas a sus hogares debido a la retirada de la armada inglesa.
En 1626 haría una relación de méritos ante el Consejo de Indias, en donde reclamaría que no había recibido remuneración alguna en sus esfuerzos como capitán de infantería. El 31 de agosto de 1629 el rey lo designaría como alcalde mayor de San Salvador; por lo que el 6 de julio de 1630 se embarcaría hacia el continente americano en compañía de su esposa, hija y varios criados.
Llegaría a tomar posesión de su cargo de alcalde mayor por el año de 1631. En 1635, tuvo problemas con el alcalde ordinario de la ciudad de San Salvador Gaspar Cantoral Ponce de León, quien solicitó al rey que enviara un juez de comisión para que hiciese las averiguaciones de dicho caso, y que Eugenio de Rueda residiese a más de diez leguas de donde lo hace dicho juez reside; se desconoce si se concretó el envío de dicho juez.
Su período como alcalde mayor concluiría para fines de 1635, se desconoce que fue de él después de desempeñar dicho cargo, muy probablemente se quedaría a residir en la ciudad de Santiago de Guatemala donde fallecería alrededor de mediados del siglo XVII.